# Newnham (Gloucestershire)
Newnham (o Newnham on Severn) è un villaggio e parrocchia civile dell'Inghilterra, appartenente alla contea del Gloucestershire.